# 羽幌線
羽幌線（はぼろせん）は、日本国有鉄道（国鉄）が運営していた鉄道路線（地方交通線）。北海道留萌市の留萠駅で留萠本線から分岐して日本海に沿って北上し、天塩郡幌延町の幌延駅で宗谷本線に接続していた。
国鉄分割民営化（JR化）を2日後に控えた1987年3月30日、全線が廃止された。

## 路線データ
- 管轄（事業種別）・区間（営業キロ）
  - 管轄：日本国有鉄道（国鉄）
    - 留萠駅 - 幌延駅間 141.1 km[2]
- 軌間：1,067 mm（狭軌）
- 駅数：36（起終点駅を含む。駅：27、仮乗降場：9）
羽幌線所属駅に限定した場合、起点の留萠駅（留萠本線所属[3]）・幌延駅（宗谷本線所属[3]）が除外され、34駅となる。
- 全線単線
- 複線区間：なし（全線単線）
- 電化区間：なし（全線非電化）
- 閉塞方式：タブレット閉塞式（全線）
  - 交換可能駅数：7（小平、鬼鹿、古丹別、羽幌、初山別、遠別、天塩）[注釈 1]
- 輸送密度
  - 1981年度（昭和56年度）：789人 [4]

全線が国鉄北海道総局旭川鉄道管理局の管轄であった。

## 歴史
もともとは羽幌町の炭鉱開発と運炭、そしてニシンの輸送を主な目的として建設された路線だった。
大きく留萠駅 - 羽幌駅間と羽幌駅 - 幌延駅間に分けられ、この2つの区間がそれぞれ留萠駅と幌延駅を起点として、南北から建設が進められた。
留萠駅 - 羽幌駅間は軽便鉄道法により計画され、国有鉄道留萠線（るもいせん）の支線として1927年（昭和2年）10月25日に開業した路線である。1931年（昭和6年）8月15日までに古丹別駅までの区間が開業した後、同年10月10日に留萠線から分離され、羽幌線に改称された。
羽幌駅 - 幌延駅間は、改正鉄道敷設法別表第144号に規定する「天塩国羽幌ヨリ天塩ヲ経テ下沙流別付近ニ至ル鉄道」である。1927年（昭和2年）8月には幌延村長の高橋文之助から農林政務次官東武（あずまたけし）に宛てた陳情書の中には「遠別線鉄道促成ノ件」が挙げられていた。1932年（昭和7年）2月には幌延・天塩間の線路選定が終わり、1935年（昭和10年）6月30日に国有鉄道天塩線として、幌延駅 - 天塩駅間が開業。1936年（昭和11年）10月23日には天塩駅 - 遠別駅間が延伸開業した。
これらの建設工事は太平洋戦争により一時中断したものの、1958年（昭和33年）10月18日に最後の未開通区間である初山別駅 - 遠別駅間が開業。これに伴い天塩線が羽幌線に編入され、留萠駅 - 幌延駅間が全通した。
なお、開業当初は、羽幌線の列車は留萠駅を発車した後、深川方面の東留萠信号場まで1.3 km 走行し、同信号場でスイッチバックして羽幌方面に北上していた。これを解消するため、1941年（昭和16年）12月9日に留萠駅 - 三泊駅間が新線に付け替えられ、留萠駅にも羽幌線用の4・5番ホームが新設された。なお、東留萠信号場 - 留萠駅間は留萠本線・羽幌線の重複区間だったが、新線敷設と共に解消され、東留萠信号場も廃止された。
全通後、炭鉱の閉山とニシン漁の不振、沿線人口の減少によって貨物・旅客の輸送量が減り、並行道路（国道232号）の整備も進んでいたため存在意義を失っていった。国鉄再建法の施行に伴い、1984年（昭和59年）6月22日に特定地方交通線（第2次）に選定され、北海道旅客鉄道（JR北海道）へ承継されることなく、国鉄分割民営化前の1987年（昭和62年）3月29日限りで廃止。本路線の廃止が、国鉄最後の路線廃止の事例となった。
なお、「留萠駅」「留萠本線」は羽幌線営業時・廃止当時の表記で、羽幌線廃止後の1997年（平成9年）4月1日にそれぞれ「留萌駅」「留萌本線」に変更されている。

### 年表

#### 留萠駅 - 初山別駅間（留萠線→羽幌線）
- 1927年（昭和2年）10月25日：国有鉄道留萠線として、留萠駅 - 東留萠信号場 - 大椴駅間 (19.6km) が開業[5]。同区間に東留萠信号場・三泊駅（一般駅）[8]・小平駅（一般駅）[8]・大椴駅（一般駅）[8]を新設。留萠駅 - 東留萠信号場間が留萠本線・羽幌線の重複区間となる。
- 1928年（昭和3年）10月10日：留萠線の大椴駅 - 鬼鹿駅間 (8.9km) が延伸開業[5]。同区間に鬼鹿駅（一般駅）を新設[8]。
- 1931年（昭和6年）
  - 8月15日：留萠線の鬼鹿駅 - 古丹別駅間 (15.6km) が延伸開業[5][新聞 1]。同区間に力昼駅（一般駅）[8][新聞 1]・古丹別駅（一般駅）[8][新聞 1]を新設。
  - 10月10日：留萠駅 - 東留萠信号場 - 古丹別駅間 (44.1km) が留萠線から分離され、羽幌線に改称[新聞 2]。同時に、深川駅 - 留萠駅 - 増毛駅間は留萠本線に改称[9][7][1]。
- 1932年（昭和7年）9月1日：古丹別駅 - 羽幌駅間 (16.5km) を延伸開業[5]。同区間に上平駅（一般駅）[8]・苫前駅（一般駅）[8]・羽幌駅（一般駅）[8]を新設。
- 1941年（昭和16年）12月9日：羽幌駅 - 築別駅間 (6.78km) を延伸開業[5]。同区間に築別駅（一般駅）を新設[8]。留萠駅 - 三泊駅間 (2.3km) が新線に付け替えられ[5]、東留萠信号場を廃止。これに伴い、東留萠信号場 - 留萠駅間の重複区間が解消され、留萠駅 - 三泊駅間を改キロ (-2.3 km) 。
- 1947年（昭和22年）12月25日：臼谷仮乗降場（局設定）を新設。
- 1949年（昭和24年）6月1日：日本国有鉄道法施行に伴い、公共企業体日本国有鉄道（国鉄）に移管。
- 1950年（昭和25年）1月15日：臼谷仮乗降場を臼谷駅（旅客駅）に変更[8]。旅客・荷物を取扱い。
- 1955年（昭和30年）3月26日：番屋ノ沢仮乗降場（局設定）を新設[8][1][10]。
- 1956年（昭和31年）
  - 5月13日：富岡仮乗降場（局設定）を新設[8]。
  - 8月20日：花岡仮乗降場（局設定）を新設[8][1][10]。
  - 9月1日：興津仮乗降場（局設定）を新設[8]。
  - 11月1日：下ノ滝仮乗降場（局設定）を新設。
- 1957年（昭和32年）11月6日：築別駅 - 初山別駅間 (14.5km) が延伸開業[5]。同区間に天塩有明駅（一般駅）[8]・天塩栄駅（旅客駅）[8]・初山別駅（一般駅）[8]を新設。

#### 幌延駅 - 遠別駅間（天塩線）
- 1935年（昭和10年）6月30日：国有鉄道天塩線として、幌延駅 - 天塩駅間 (18.9km) が開業[5]。同区間に振老駅（一般駅）[8]・北川口駅（一般駅）[8]・天塩駅（一般駅）[8]を新設。
- 1936年（昭和11年）10月23日：天塩線の天塩駅 - 遠別駅間 (18.9km) が延伸開業[5]。同区間に更岸駅（一般駅）[8]・丸松駅（一般駅）[8]・遠別駅（一般駅）[8]を新設。
- 1949年（昭和24年）6月1日：日本国有鉄道法施行に伴い、公共企業体日本国有鉄道（国鉄）に移管。
- 1955年（昭和30年）12月2日：干拓仮乗降場（局設定）[8]・作返仮乗降場（局設定）[8]を新設。
- 1956年（昭和31年）5月1日：啓明仮乗降場（局設定）[8]・北里仮乗降場（局設定）・中川口仮乗降場（局設定）[8]・西振老仮乗降場（局設定）を新設。

#### 全通後

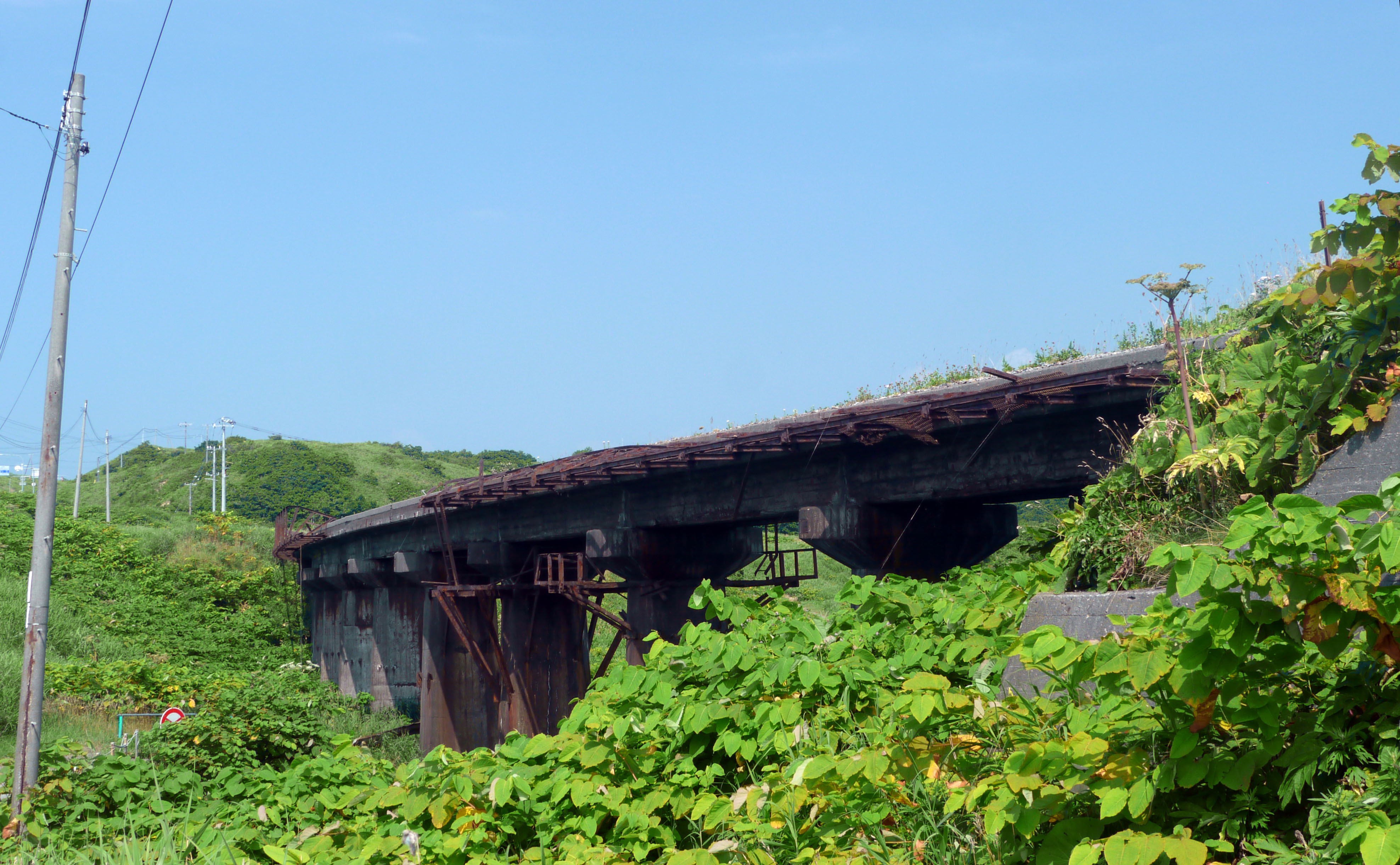
初山別駅-豊岬駅間の第三初山別陸橋の遺構（2011年7月28日)

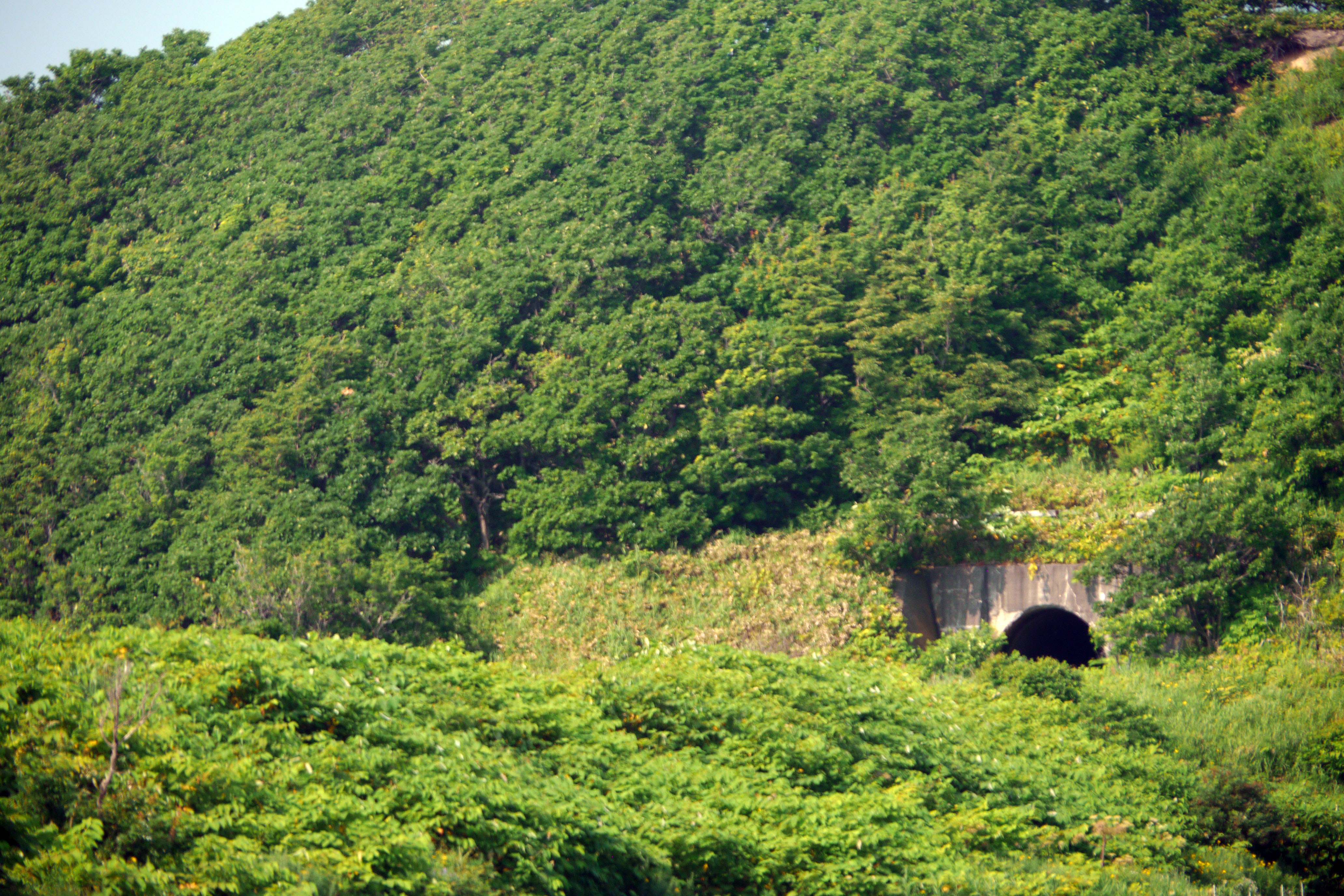
大沢トンネル

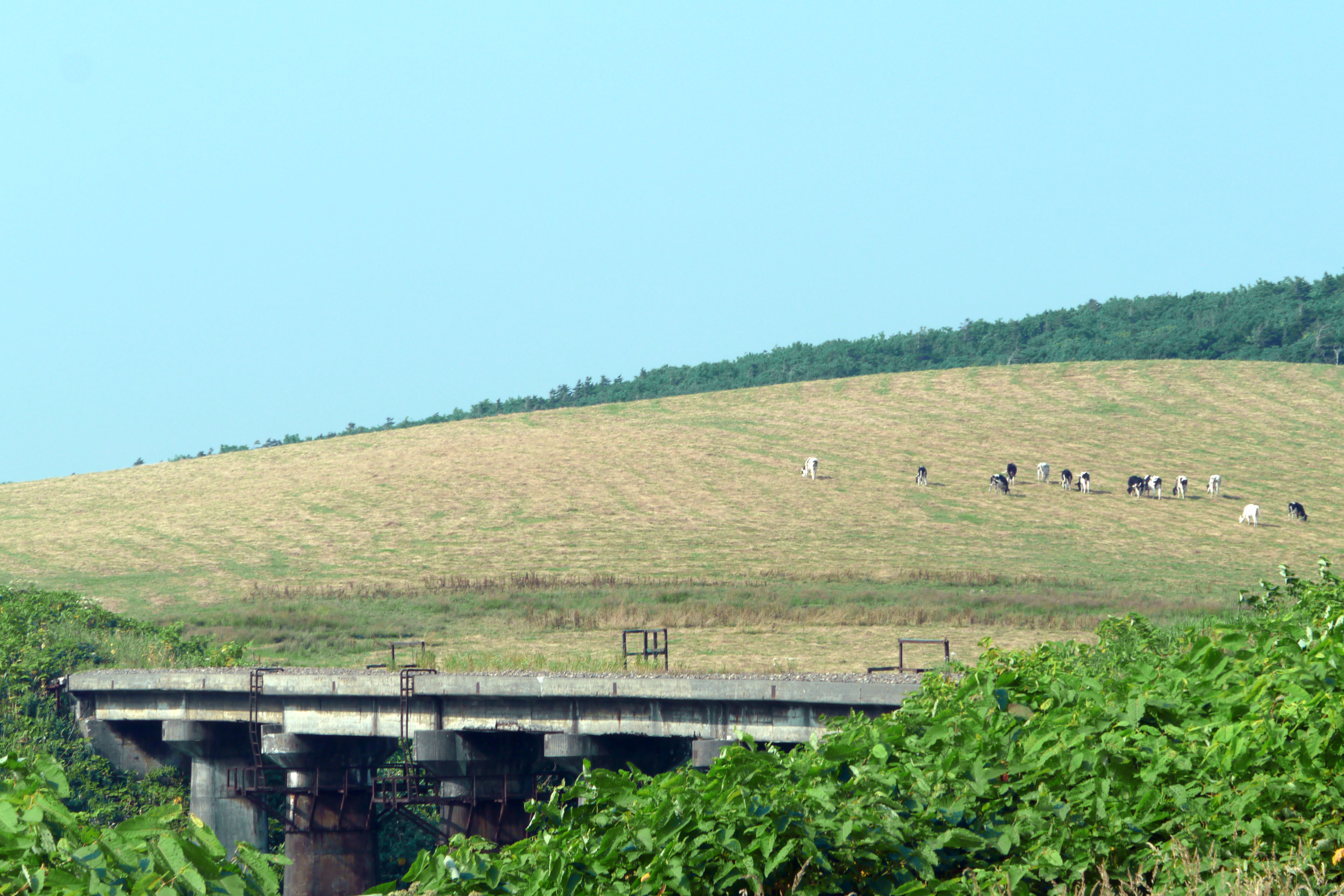
羽幌線の橋梁

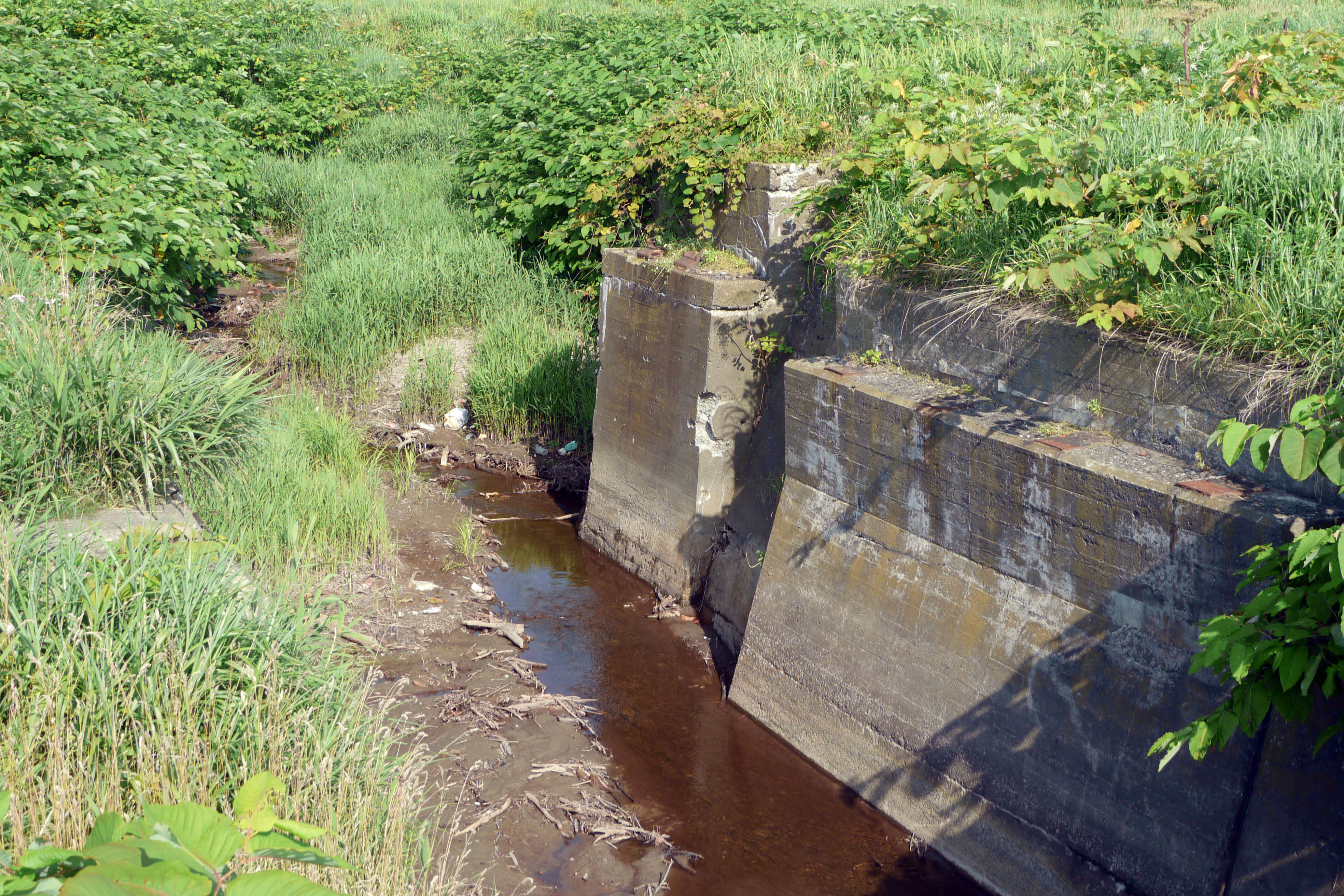
橋台が残っている

- 1958年（昭和33年）10月18日：初山別駅 - 遠別駅間 (23.8km) が延伸開業[5]。天塩線を羽幌線に編入し、留萠駅 - 幌延駅間が全通[5]。同区間に豊岬駅（一般駅）[8]・天塩大沢駅（旅客駅）[8]・共成駅（旅客駅）[8]・歌越駅（一般駅）[8]・天塩金浦駅（旅客駅）[8]を新設。
- 1960年（昭和35年）9月15日：三泊駅・大椴駅・力昼駅・上平駅の貨物取扱いを廃止し、旅客駅に変更。
- 1961年（昭和36年）
  - 1月15日：小樽駅・札幌駅 - 留萌駅 - 築別駅間（留萠本線・羽幌線経由）の準急「るもい」が1往復運行開始（下りは小樽発、上りは札幌行き）。車両は単行（1両編成）のキハ22形気動車[7][5][11][12]。
  - 4月1日：三泊駅・丸松駅を業務委託駅に変更。
  - 10月1日：準急「るもい」が、往復とも小樽発着になる。
- 1962年（昭和37年）5月1日：客貨混合列車を廃止し、客貨分離を達成[5]。すべての列車が気動車による運行となる[5]。札幌駅 - 留萠駅 - 幌延駅間（留萠本線・羽幌線経由）の急行「はぼろ」が1往復運行開始[5][11][12]。また、準急「るもい」の運行区間を小樽駅 - 留萠駅 - 増毛駅間に変更し、羽幌線への乗り入れがなくなる[11]。
- 1963年（昭和38年）
  - 6月1日：千松仮乗降場（局設定）を新設[8]。
  - 12月1日：準急「るもい」の運行区間を旭川駅 - 留萠駅 - 幌延駅間（留萠本線・羽幌線経由）に変更し、2往復とする。下り2号と上り列車は幌延発着、下り1号は築別発着とされ、いずれも旭川駅 - 留萠駅間のみ準急、羽幌線内（留萠駅 - 築別駅・幌延駅間）は普通列車として運行する[11][12]。
- 1964年（昭和39年）4月1日：臼谷駅・上平駅を業務委託駅に変更。
- 1966年（昭和41年）3月5日：準急行列車制度変更に伴い、「るもい」が急行列車に変更。築別発着と幌延発着が1往復ずつの2往復体制となる。
- 1967年（昭和42年）10月1日：急行「るもい」のうち、下り1号を留萠止まりとし、羽幌線直通は下り2号と上り1・2号とする。
- 1968年（昭和43年）10月1日：急行「るもい」の羽幌線直通が2往復に戻る。
- 1969年（昭和44年）10月1日：築別駅を業務委託駅に変更。
- 1970年（昭和45年）9月7日：北里仮乗降場・西振老仮乗降場を廃止。天塩有明駅・豊岬駅・歌越駅・丸松駅・更岸駅・北川口駅・振老駅の貨物・荷物取扱いを廃止し、旅客駅に変更。天塩有明駅・豊岬駅の交換設備を撤去。天塩有明駅・豊岬駅・丸松駅[13]・更岸駅[13]・北川口駅[13]を簡易委託駅に変更。歌越駅・振老駅を無人駅に変更。同日以降、急行「はぼろ」は築別駅・豊岬駅を通過とする。
- 1972年（昭和47年）
  - 2月8日：下ノ滝仮乗降場を廃止。三泊駅・臼谷駅・大椴駅・力昼駅・上平駅の荷物取扱いを廃止。力昼駅を簡易委託駅に変更。三泊駅・臼谷駅・大椴駅・上平駅を無人駅に変更。
  - 3月15日：急行「るもい」のうち、下り1号を再び留萠止まりに戻し、羽幌線直通は下り2号と上り1・2号となる。
- 1975年（昭和50年）7月1日：鬼鹿駅の貨物取扱いを廃止し、旅客駅に変更。
- 1982年（昭和57年）
  - 3月29日：小平駅・古丹別駅・苫前駅・築別駅・初山別駅の貨物取扱いを廃止し、旅客駅に変更。築別駅の荷物取扱いを廃止し、無人駅に変更。苫前駅を業務委託駅に変更[新聞 5]。
  - 11月22日：第2次特定地方交通線として、廃止承認を申請[5]。
- 1983年（昭和58年）4月1日：天塩駅の貨物取扱いを廃止し、旅客駅に変更。
- 1984年（昭和59年）
  - 2月1日：全線 (141.1km) の貨物営業を廃止[5]。羽幌駅・遠別駅・幌延駅の貨物取扱いを廃止し、旅客駅に変更。小平駅・鬼鹿駅・古丹別駅・苫前駅・羽幌駅・初山別駅・遠別駅・天塩駅・幌延駅の荷物取扱いを廃止。上り急行「るもい」が廃止。「るもい」は下り（旭川発留萠行き）のみの運転となり、羽幌線への乗り入れがなくなる[11]。
  - 6月22日：第2次特定地方交通線として、廃止承認。
- 1985年（昭和60年）頃：豊岬駅の簡易委託を廃止し、無人駅に変更。
- 1986年（昭和61年）
  - 3月3日：急行「はぼろ」の上り幌延駅 - 羽幌駅間が普通列車となる（下りは全区間急行）[新聞 6]。
  - 11月1日：急行「るもい」・「はぼろ」を廃止[14][11][12]に伴い、優等列車の設定がなくなる。
- 1987年（昭和62年）3月30日：全線 (141.1km) を廃止[1][新聞 3][広報 1]し、沿岸バスのバス路線に転換[2][広報 2][広報 3]。

## 運行形態

### 地域輸送
廃止直前の普通列車は全線直通が6往復、さらに区間列車が運行されていた。
鬼鹿開業時の運行本数（1928年）
- 全線直通列車：3往復
- 区間列車：なし

※駅は留萠、三泊、小平、大椴、鬼鹿。
築別開業時の運行本数（1941年）
- 全線直通列車：4往復
- 区間列車：なし

※駅は留萠、三泊、小平、大椴、鬼鹿、力昼、古丹別、上平、苫前、羽幌、築別。
廃止直前の運転本数（1986年11月1日改正）
- 留萠駅 - 幌延駅間（全線直通）：6往復
うち4往復は留萠本線直通、さらにそのうち1往復は急行「はぼろ」に代わって運転された主要駅停車列車で、当該列車に快速マークは付されていなかった。
- 留萠駅 - 羽幌駅間：下り朝1本、上り2本（朝夕1本ずつ）
- 留萠駅 → 鬼鹿駅間：夜1本

### 広域輸送
優等列車としては、1962年（昭和37年）5月1日から札幌駅 - 深川駅 - 留萠駅 - 羽幌駅 - 幌延駅間を直通する急行「はぼろ」が1往復運行されていたほか、留萠本線の急行「るもい」が羽幌線内に普通列車として乗り入れていた。さらに、観光シーズンには臨時急行「天売」も運行されていた。

#### はぼろ
「はぼろ」は札幌駅 - 留萠駅 - 幌延駅間（函館本線・留萠本線・羽幌線経由）の急行列車として、1962年（昭和37年）5月1日から1往復のみ運行されていた。1986年（昭和61年）11月1日に急行「るもい」と共に廃止され、これによって羽幌線の優等列車は消滅した。運行開始から廃止まで2両編成で運行された。この列車の札幌駅 - 幌延駅間の所要時間は、宗谷本線経由の急行列車「宗谷」とほぼ同等であった（距離では羽幌線経由の方が約40km短い）。
廃止時の停車駅
札幌駅 - 岩見沢駅 - 美唄駅 - 砂川駅 - 滝川駅 - 深川駅 - 石狩沼田駅 - 留萠駅 - 小平駅 - 鬼鹿駅 - 古丹別駅 - 苫前駅 - 羽幌駅 - 初山別駅 - 遠別駅 - 天塩駅 - 幌延駅
- 上り列車の幌延駅 - 羽幌駅間は普通列車として運行されていた。
- 1970年（昭和45年）9月7日までは、築別駅・豊岬駅にも停車していた。

## 駅一覧
- 接続路線の事業者名・駅の所在地は、羽幌線廃止時点のもの。全線北海道内に所在。
- 線路（全線単線） … ◇：列車交換可、｜：列車交換不可

| 駅名             | 駅間 キロ | 営業 キロ | 接続路線・備考                       | 線路 | 所在地   | 所在地 | 所在地   |
| ---------------- | --------- | --------- | ------------------------------------ | ---- | -------- | ------ | -------- |
| 留萠駅           | -         | 0.0       | 日本国有鉄道：留萠本線               | ◇    | 留萌支庁 | 留萌市 | 留萌市   |
| 東留萠信号場     | -         | (1.3)     | 1941年（昭和16年）12月9日廃止。      | ｜   | 留萌支庁 | 留萌市 | 留萌市   |
| 三泊駅           | 2.7       | 2.7       |                                      | ｜   | 留萌支庁 | 留萌市 | 留萌市   |
| 臼谷駅           | 4.0       | 6.7       |                                      | ｜   | 留萌支庁 | 留萌郡 | 小平町   |
| 小平駅           | 2.0       | 8.7       |                                      | ◇    | 留萌支庁 | 留萌郡 | 小平町   |
| 花岡仮乗降場     | -         | (11.9)    |                                      | ｜   | 留萌支庁 | 留萌郡 | 小平町   |
| 大椴駅           | 8.6       | 17.3      |                                      | ｜   | 留萌支庁 | 留萌郡 | 小平町   |
| 富岡仮乗降場     | -         | (21.6)    |                                      | ｜   | 留萌支庁 | 留萌郡 | 小平町   |
| 鬼鹿駅           | 8.8       | 26.1      |                                      | ◇    | 留萌支庁 | 留萌郡 | 小平町   |
| 千松仮乗降場     | -         | (29.3)    |                                      | ｜   | 留萌支庁 | 留萌郡 | 小平町   |
| 力昼駅           | 6.9       | 33.0      |                                      | ｜   | 留萌支庁 | 苫前郡 | 苫前町   |
| 番屋ノ沢仮乗降場 | -         | (35.1)    |                                      | ｜   | 留萌支庁 | 苫前郡 | 苫前町   |
| 古丹別駅         | 8.7       | 41.7      |                                      | ◇    | 留萌支庁 | 苫前郡 | 苫前町   |
| 上平駅           | 4.9       | 46.6      |                                      | ｜   | 留萌支庁 | 苫前郡 | 苫前町   |
| 苫前駅           | 3.9       | 50.5      |                                      | ｜   | 留萌支庁 | 苫前郡 | 苫前町   |
| 興津仮乗降場     | -         | (54.6)    |                                      | ｜   | 留萌支庁 | 苫前郡 | 苫前町   |
| 羽幌駅           | 7.8       | 58.3      |                                      | ◇    | 留萌支庁 | 苫前郡 | 羽幌町   |
| 下ノ滝仮乗降場   | -         | (62.7)    | 1972年（昭和47年）2月8日廃止。       | ｜   | 留萌支庁 | 苫前郡 | 羽幌町   |
| 築別駅           | 6.7       | 65.0      | 羽幌炭礦鉄道線（1970年12月25日廃止） | ｜   | 留萌支庁 | 苫前郡 | 羽幌町   |
| 天塩有明駅       | 4.8       | 69.8      |                                      | ｜   | 留萌支庁 | 苫前郡 | 初山別村 |
| 天塩栄駅         | 3.8       | 73.6      |                                      | ｜   | 留萌支庁 | 苫前郡 | 初山別村 |
| 初山別駅         | 5.9       | 79.5      |                                      | ◇    | 留萌支庁 | 苫前郡 | 初山別村 |
| 豊岬駅           | 6.0       | 85.5      |                                      | ｜   | 留萌支庁 | 苫前郡 | 初山別村 |
| 天塩大沢駅       | 2.5       | 88.0      |                                      | ｜   | 留萌支庁 | 苫前郡 | 初山別村 |
| 共成駅           | 3.6       | 91.6      |                                      | ｜   | 留萌支庁 | 苫前郡 | 初山別村 |
| 歌越駅           | 2.6       | 94.2      |                                      | ｜   | 留萌支庁 | 天塩郡 | 遠別町   |
| 天塩金浦駅       | 4.8       | 99.0      |                                      | ｜   | 留萌支庁 | 天塩郡 | 遠別町   |
| 遠別駅           | 4.3       | 103.3     |                                      | ◇    | 留萌支庁 | 天塩郡 | 遠別町   |
| 啓明仮乗降場     | -         | (106.8)   |                                      | ｜   | 留萌支庁 | 天塩郡 | 遠別町   |
| 丸松駅           | 5.1       | 108.4     |                                      | ｜   | 留萌支庁 | 天塩郡 | 遠別町   |
| 北里仮乗降場     | -         | (110.6)   | 1970年（昭和45年）9月7日廃止。       | ｜   | 留萌支庁 | 天塩郡 | 遠別町   |
| 更岸駅           | 7.6       | 116.0     |                                      | ｜   | 留萌支庁 | 天塩郡 | 天塩町   |
| 干拓仮乗降場     | -         | (118.6)   |                                      | ｜   | 留萌支庁 | 天塩郡 | 天塩町   |
| 天塩駅           | 6.2       | 122.2     |                                      | ◇    | 留萌支庁 | 天塩郡 | 天塩町   |
| 中川口仮乗降場   | -         | (125.3)   |                                      | ｜   | 留萌支庁 | 天塩郡 | 天塩町   |
| 北川口駅         | 6.5       | 128.7     |                                      | ｜   | 留萌支庁 | 天塩郡 | 天塩町   |
| 西振老仮乗降場   | -         | (131.4)   | 1970年（昭和45年）9月7日廃止。       | ｜   | 留萌支庁 | 天塩郡 | 天塩町   |
| 振老駅           | 5.2       | 133.9     |                                      | ｜   | 留萌支庁 | 天塩郡 | 天塩町   |
| 作返仮乗降場     | -         | (137.2)   |                                      | ｜   | 留萌支庁 | 天塩郡 | 天塩町   |
| 幌延駅           | 7.2       | 141.1     | 日本国有鉄道：宗谷本線               | ◇    | 留萌支庁 | 天塩郡 | 幌延町   |

※仮乗降場には、営業キロが設定されていなかった。括弧内に実キロを記す。

## 名羽線
羽幌駅と、宗谷本線名寄駅間には、苫前炭田が産出する石炭の輸送や、沿線の森林開発などを目的として企図された名羽線計画があったが、結局開通することはなかった。詳細は、「深名線#名羽線」の項を参照。

## 代替バス
羽幌線の廃止代替バスは沿岸バスが運行している。2019年8月現在、「幌延留萌線」「初山別留萌線」「羽幌留萌線」「上平古丹別線」など7系統が運行され、一部は羽幌線の運行範囲外の留萌市立病院や豊富駅まで乗り入れている。
羽幌線運行区間に相当する留萌駅前 - 幌延駅間の各区間のバスの本数は以下の通りである（並行路線は含まない）。
- 留萌駅前 - 留萌十字街 下り10本、上り11本（土休日下り8本、上り9本）
- 留萌十字街 - 上平 下り11本、上り12本（土休日下り9本、上り10本）、うち1往復は快速
- 古丹別 - 上平 下り10本、上り11本
- 上平 - 羽幌ターミナル 下り12本、上り13本（土休日下り10本、上り11本）、うち1往復は快速
- 羽幌ターミナル - 初山別北原野 下り9本、上り10本（土休日下り7本、上り8本）、うち1往復は快速
- 初山別北原野 - 幌延駅 上下9往復（土休日7往復）、うち1往復は快速

また、これとは別に羽幌線沿線地域と札幌を結ぶ「特急はぼろ号」もあり、札幌 - 留萌 - 羽幌 - 豊富（道央自動車道・深川留萌自動車道経由）間で5往復（予約制）運行されている。